# CSi口罩
CSi口罩是由香港品牌懲教工業（簡稱，隸屬於懲教署工業組）生產的外科口罩。CSi口罩獲得香港「Q嘜」認證，其細菌過濾效率（BFE）及微粒子過濾效率（PFE）可達95%以上，一向只提供予香港政府，主要分發予政府物流服務署，供政府各部門人士使用，惟在2019冠狀病毒病香港疫情中出現了懷疑流出市面的情況，並引起爭議。

## 簡介
CSi口罩一向只提供予香港政府，主要分發予政府物流服務署，供政府各部門（如消防處、衛生署等）人士使用，不過懲教署在2019冠狀病毒病在香港爆發前也曾將CSi口罩分發予部份非政府機構。CSi口罩以全面無縫超音波焊接，獲得香港「Q嘜」認證，而懲教署亦聲稱CSi口罩的細菌過濾效率（BFE）及微粒子過濾效率（PFE）可達95%以上。
2020年1月起，懲教署暫停政府物流服務署以外的CSi口罩新訂單。同月底起，為配合2019冠狀病毒病疫情而急增的外科口罩需求，位於羅湖懲教所的生產工場改為每日24小時運作，而懲教署亦請來休班及退休懲教人員加入參與口罩生產工作，令產量由2019年的每月平均約110萬個，增加至2020年3月的250萬個，並隨着懲教署訂購的全新口罩生產機抵港，預計至同年5月可進一步增加至每月700萬個。

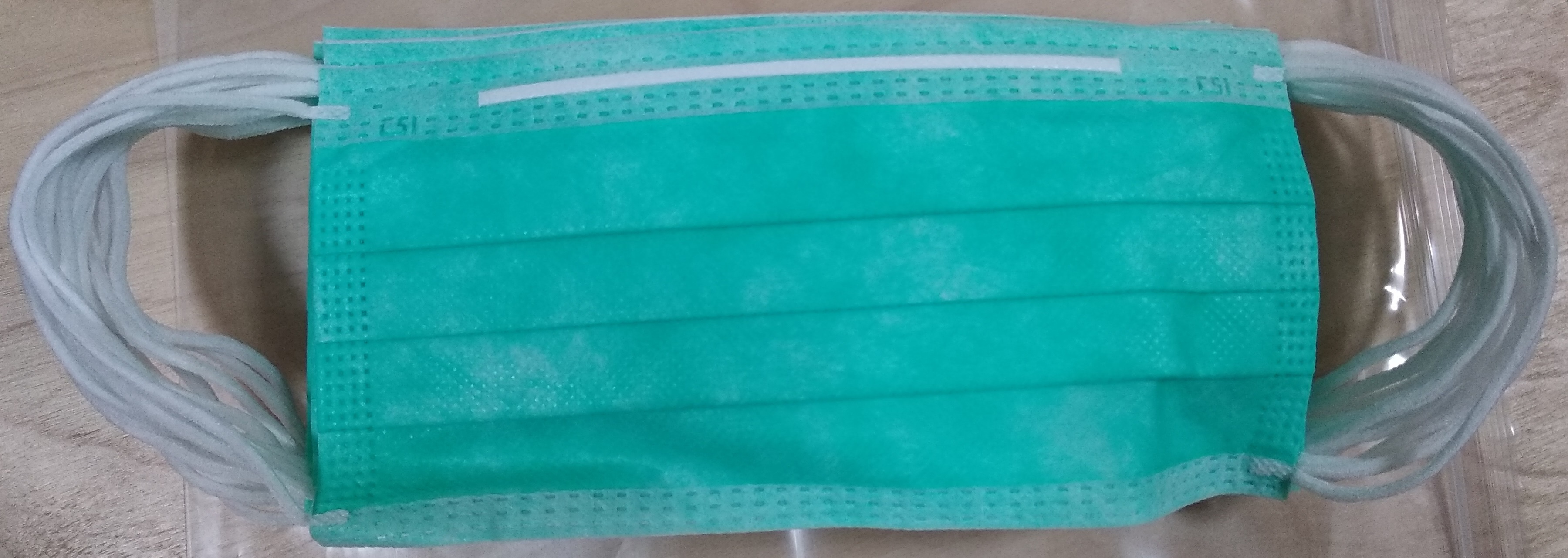
CSi口罩正面
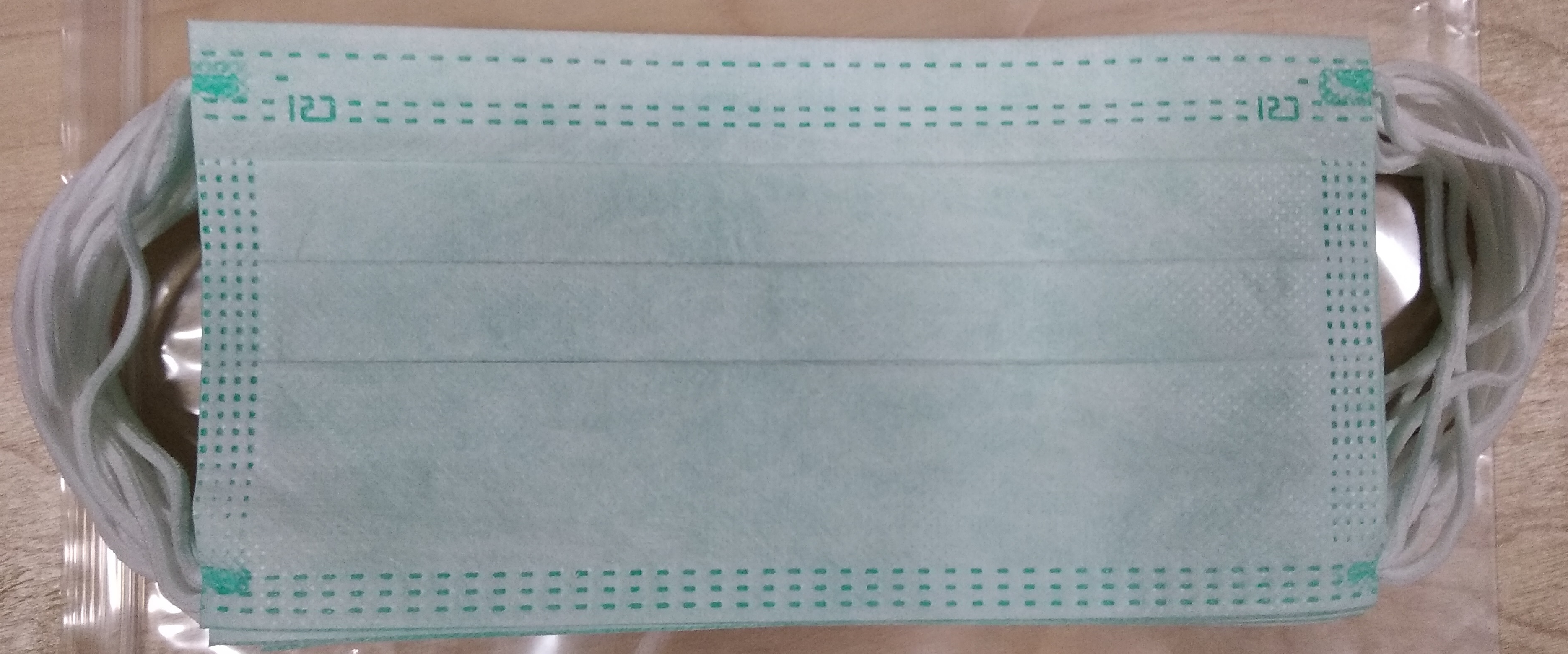
CSi口罩背面

## 懷疑流出市面爭議
2019冠狀病毒病疫情下，香港市民為了搶購口罩各出其謀。然而，2020年2月底起，有傳媒發現CSi口罩已經流出市面之餘，亦有市民戴着有關口罩外出，甚至有人試圖利用警車交收CSi口罩，又或公然於網絡平台Carousell上徵收CSi口罩。
而有關口罩亦懷疑流至海外。2020年2月中，新加坡一間珠寶公司曾經向市民免費派發6000個外科口罩，當中有當地人士從該處領取口罩後贈予一港人一共約20個款色不同的口罩。該港人初時並沒有特別留意，直至有一天上班被其同事發現其所穿戴的為CSi口罩後，便頓時大吃一驚；及後檢查餘下未使用的口罩後亦發現也有同款口罩，規格與正規的CSi口罩大為相同。事後該港人向傳媒反映該事，而傳媒經查詢有關珠寶公司並無回應。香港政府重申CSi口罩僅供香港政府各決策局及部門使用，而政府對於懷疑流出口罩事件並無具體回應。
在2020年4月的立法會會議上，有議員質疑香港政府有關部門為何不願披露CSi口罩的分發情況，甚至有議員指出有關口罩已經流至中國大陸銷售。政府官員回應指會於疫情結束後方會公佈採購數字，並強調申訴專員公署有調查相關事宜，唯對於議員的提問並未作正式回應。